# Universitario Bilbao Rugby
El Universitario Bilbao Rugby (abreviado UBR) es el único club de rugby de la ciudad de Bilbao (Vizcaya), España. Juega sus partidos en el Bilbao Rugby Zelaia, ubicado en el polideportivo municipal de Rekalde.

## Historia
A mediados de los años ochenta, en Bilbao coexistían seis clubes de rugby que contaban con sus diferentes equipos senior, junior, juveniles y cadetes; como por ejemplo el Bilbao R.C., Universitario R.T., Gau Txoriak o Sarriko; manteniéndose a finales de los años noventa únicamente ya los dos primeros, cada uno con sus propias dificultades para poder continuar con la práctica y divulgación del rugby en Bilbao. Esta situación los llevó a plantearse la unión como único medio de supervivencia.
El Universitario Bilbao Rugby es un club que nace en junio del año 2000, cuando se aprueba por parte de las asambleas generales de socios de ambos clubes la fusión, primeramente deportiva, manteniendo sus propias juntas directivas y personalidad jurídica, y compitiendo ya la temporada 2000/2001 bajo la denominación de UPV/EHU Universitario Bilbao. A la vista de los buenos resultados de esta fusión, tanto deportiva como humana, se decidió proceder ya a una verdadera unión a todos los niveles, adaptando los estatutos a la nueva realidad, y adoptando como nombre el de “Universitario Bilbao Rugby”, lo que se llevó a cabo en la temporada 2001/2002. Aun así, la fecha oficial de fundación del club es el año 1968, dado que es el año de creación más antiguo de sus clubes fundadores.

### 50 aniversario
En el año 2018, el club celebró su 50 aniversario con un programa lleno de diversos actos entre los que destaca una exposición en el Museo Vasco sobre la historia del club.

### Bilbao Rugby Finals 2018
Coincidiendo con el año del 50 aniversario del club, los días 11 y 12 de mayo de 2018 se disputaron las finales de la European Rugby Champions Cup y la European Rugby Challenge Cup (los 2 torneos de rugby más importantes a nivel de clubes en Europa) en San Mamés, estadio de fútbol del Athletic Club. El UBR organizó diversas actividades durante toda la semana y formó parte activa en eventos oficiales de las finales; por ejemplo, jugadores/as de la cantera fueron los recogepelotas en los dos partidos.

### Bilbao Rugby Finals 2026
A finales de enero de 2024, se anunció de forma oficial que las finales de la European Rugby Champions Cup y la European Rugby Challenge Cup volverían a disputarse en el estadio de San Mamés en el año 2026.

## Escudo
El escudo del club está formado por un oval y dos palos verticales superpuestos a este de colores rojo y azul, que simbolizan los característicos balón y palos en forma de "H" que se ven el deporte. Asimismo, los colores rojo y azul sobre un fondo blanco simbolizan los colores del club.

## Equipaje
El Universitario Bilbao Rugby adoptó los uniformes de los clubes fundadores como propios. La camiseta a rayas horizontales rojas y blancas del Bilbao R.C. como camiseta principal, la camiseta color azul marino del Universitario R.T. como camiseta secundaria y en ambos casos los pantalones eran de color azul marino; pero la seña de identidad del UBR está en las medias. El Bilbao R.C. usaba medias a rayas horizontales rojas y blancas, y el Universitario R.T. usaba medias de color azul marino con puño blanco; y tras la fusión se decidió usar la media del Bilbao R.C. para la pierna derecha y la media del Universitario R.T. para la pierna izquierda, por lo que el UBR juega sus partidos con medias diferentes.

## Estadio
El Universitario Bilbao Rugby juega sus partidos en el Bilbao Rugby Zelaia, campo de rugby del polideportivo municipal El Fango, situado en el barrio de Rekalde. Entre los integrantes del club se le conoce como "La Ermita" en alusión a San Mamés, conocido como "La Catedral".
Hasta el año 2006, tal y como indica el nombre del polideportivo, el campo era de terreno natural y a menudo estaba anegado, dificultando así la práctica de entrenamientos y partidos. Por esto y los elevados costes de mantenimiento, se decidió cambiar a un terreno de césped artificial de última generación que fue totalmente renovado en el año 2021.
La grada del campo consistía en bloques de hormigón apilados en forma de escalera de tres niveles que hasta el año 2013 ni siquiera tenía una cubierta, cuando se instaló una de chapa de metal para resguardar al público de las habituales lluvias de la localidad. Ya en el año 2019, gracias a una partida presupuestaria del Ayuntamiento de Bilbao, el Universitario Bilbao Rugby inauguró un graderío moderno con capacidad para alrededor de 300 personas; con vestuarios propios del club, que dejaba así de usar los del edificio principal del polideportivo. En una clara apuesta del ayuntamiento por el crecimiento del rugby en la ciudad, en el año 2023 aprobó otra partida presupuestaria para la inauguración en el año 2024 de una ampliación de la grada. Esta ampliación incrementó el aforo a unas 500 personas, y dotó al club de gimnasio propio, entre otras cosas.

## Equipos
El Universitario Bilbao Rugby cuenta en la actualidad con tres equipos sénior masculinos. El primer equipo juega en el grupo A de la División de Honor B (DHB), la tercera división a nivel nacional; el segundo equipo juega en la Euskal Liga Senior 1 Maila, primera división de la liga regional del País Vasco, que conforma junto a las demás primeras divisiones de ligas regionales el cuarto nivel del rugby en España, por debajo de la DHB; y el tercer equipo juega en la Euskal Liga Senior 2 Maila, segunda división de la liga regional. A los equipos "B" y "C" se les conoce dentro del club como "Barbarians" y "Cannibals", respectivamente.
Hasta la categoría sub-16, las chicas se forman y compiten en los mismos equipos que los chicos; pero en vez de pasar a la categoría sub-18, dan directamente el salto a la categoría sénior femenina, que en la actualidad cuenta con dos equipos. El primer equipo compite en la División de Honor B femenina (DHBF), segunda división a nivel nacional, y el segundo equipo juega en el tercer nivel del rugby femenino español, en la Emakumezko Euskal Liga, única división regional. El primer equipo compite en la modalidad de rugby 15, y el segundo en la modalidad de rugby 12.
El club cuenta también con equipos sub-18 y sub-16 que compiten en la Euskal Liga Kadete Maila y la Euskal Liga Haurrak Maila, respectivamente.
Junto a estos equipos federados, complementando el club están el equipo Inclusivo, integrado por jugadores con diversas discapacidades intelectuales o físicas; el equipo Lamiak UBR, un equipo formado por madres de jugadores/as y mujeres con ganas de jugar al rugby sin la exigencia competitiva del equipo femenino; y un equipo de veteranos.
Y por último, la Bilbao Rugby Eskola, una escuela de rugby que cuenta con alrededor de 400 jugadores/as desde la categoría Sub-14 hasta la Sub-6, con personalidad jurídica independiente del club; pero la cual es evidentemente financiada por éste, siendo los miembros de su Junta Directiva miembros del propio club.

### Primer equipo
Antes del Universitario Bilbao Rugby (1968-2000)
Durante más de 30 años, los clubes predecesores del UBR participaron en numerosos campeonatos oficiales y torneos amistosos, tanto en España como en el extranjero. Aunque no hay registros confirmados del Bilbao R.C., el Universitario R.T. compitió en todas las categorías nacionales, incluyendo la máxima categoría entre 1979 y 1983.
Entre los logros del Universitario R.T. destacan primeros puestos en los torneos universitarios de Sevilla y Bilbao (1972 y 1973), medallas de plata en Granada y Alicante (1972 y 1976), bronce en Barcelona y Granada (1974 y 1980), dos terceros puesto en el torneo internacional de Gante (Bélgica) (1996 y 1997), y la copa de bronce en el torneo de Rugby 7 de la Universidad de Navarra (1997).
Inicios del Universitario Bilbao Rugby (2000-2012)
En la temporada 2000/2001, primera disputada tras la unión de los dos clubes fundadores, el UBR ("UPV/EHU Universitario Bilbao" durante aquella temporada) logró el ascenso a la Primera División Nacional, tercer nivel del rugby estatal en la época, en la que militó hasta la temporada 2005/2006, cuando perdió la categoría para recuperarla nuevamente al término de la temporada 2011/2012, tras proclamarse campeón de liga.
Años de transición (2012-2019)
El UBR alcanzó en la temporada 2012/2013 el 3.º puesto en su grupo de Primera División Nacional y clasificó al play-off de ascenso a DHB, donde fue ampliamente superado por el R.C. Valencia en cuartos de final (9-43 y 52-7). Sin embargo, una reestructuración de categorías llevada a cabo por la Real Federación Española de Rugby (RFER) permitió su ascenso a la DHB. Pero el nivel de la DHB demostró ser demasiado para el UBR, que, tras una temporada 2013/2014 en la que todos los partidos se contaron por derrotas, perdió la categoría. Con la desaparición de la Primera División Nacional, el UBR regresó al rugby regional, a la Euskal Liga Senior 1 Maila.
En la temporada 2014/2015, en busca del regreso a DHB, el UBR logró el subcampeonato liguero, clasificando al play-off. En cuartos de final, venció por un punto a La Única R.T. en la ida (13-12) y perdió por uno en la vuelta (17-16), llevando la eliminatoria a prórroga y luego a penaltis. Tras una larga tanda, La Única se impuso en el octavo intento. El ascenso debía esperar, por lo menos, un año más.
El UBR repitió segundo puesto en liga al año siguiente y, por bajas de otros clubes, accedió directamente a semifinales del play-off, donde remontó al R.C. Ferrol (derrota 28-17 y victoria 43-28). En la final cayó ante el Ourense R.C. (31-3 y 21-48). Aun así, tuvo una última oportunidad frente al penúltimo clasificado de DHB, el segundo equipo del Valladolid R.A.C. (VRAC): ganó 34-15 en casa y, pese a caer 22-7 en la vuelta, ascendió a DHB gracias a la diferencia global de cuatro puntos.
Para la temporada 2016/2017, el club decidió contar con los servicios de Santos Regil, entrenador con experiencia en la categoría (hasta este momento, el equipo siempre había contado con entrenadores de la casa). Aun así, el UBR descendió tras lograr solo una victoria en toda la temporada, primera de su historia en la categoría: el 8 de enero de 2017 ante el Vigo R.C. (22-27), con apenas 17 jugadores disponibles. Esta gesta es recordada en el club como la de "Los 17 de Vigo".
La temporada 2017/2018 arrancó con un cambio de entrenador: se marchaba Santos Regil y llegaba Christian Cabanes, entrenador francés con experiencia en el extranjero. Sin embargo, el UBR solo logró ser tercero en la liga. En el play-off cayó en cuartos ante el segundo equipo del VRAC (13-17 y 37-16). Cabanes dejó el cargo al final de la temporada.
Para la temporada 2018/2019, el UBR volvió a confiar en el cuerpo técnico de la casa que logró el ascenso años antes, pero esta vez incorporando jugadores semiprofesionales. Certificó la obtención del título de la Euskal Liga Senior 1 Maila venciendo al segundo equipo del Ordizia R.E. (rival directo) por 31-23. En play-offs, superó al Salamanca R.C. en cuartos (24-38 y 56-8). En semifinales, ganó 12-11 al Real Oviedo Rugby en casa, pero cayó 46-14 en la vuelta. La creación del Campeonato Nacional Sub-23 durante el verano dejó una plaza libre en el grupo A de la DHB, y el UBR la disputó ante el Ferrol, al que venció por 45-3 en Avilés, sellando así su regreso a DHB.
Consolidación en DHB (2019-actualidad)
La temporada 2019/2020 se presentaba complicada con las anteriores dos experiencias en DHB como referencia, por lo que el club incorporó a Beñat Lavín (exjugador de élite nacional y de la selección española) como preparador físico y asistente técnico. Con mejor preparación física y un juego más vistoso, el UBR no solo logró la permanencia, sino que finalizó octavo (de doce) en una temporada interrumpida dos jornadas antes por la pandemia de COVID-19. Además, consiguió su primera victoria ante el Gernika R.T. (15-20), histórico rival que siempre había militado en categorías superiores.
Beñat Lavín asumió el puesto de entrenador para la temporada 2020/2021. Las consecuencias financieras de la pandemia llevaron a la RFER a reducir la temporada a 16 partidos: una primera vuelta entre 12 equipos y una segunda dividida en dos grupos (1.º-6.º para el ascenso, 7.º-12.º para evitar el descenso). El UBR fue 7.º en la primera fase, a tan solo dos puntos del grupo de ascenso, y luego lideró su grupo, finalizando 7.º en la general. Lavín fue cesado al finalizar la campaña.
Con el objetivo inmediato de mejorar los resultados obtenidos en las dos temporadas anteriores, y a medio-largo plazo de lograr el ascenso a DH, el UBR fichó a Mario Barandiarán, técnico argentino con amplio palmarés en el primer equipo del VRAC y que había formado parte del staff técnico de la histórica selección de rugby de Argentina que se alzó con el bronce en la copa mundial de rugby de 2007 en Francia. Aunque los resultados no acompañaron en la temporada 2021/2022, el equipo mostró su mejor juego hasta entonces, incluyendo una histórica victoria 22-21 ante el Hernani C.R.E., que al igual que dos años atrás contra el Gernika, significó la primera en la historia del club ante un rival de mayor entidad. Finalizó 9.º en la primera vuelta y 3.º en la segunda; 9.º en la general.
La temporada 2022/2023 comenzó con menos equipos en el grupo A de DHB y un nuevo formato: los tres primeros de cada grupo formarían un grupo élite para pelear por el ascenso, mientras el resto lucharía por la permanencia en sus respectivos grupos. El UBR fue 6.º en la primera fase y 4.º en la segunda.
En la temporada 2023/2024, el UBR firmó su mejor temporada hasta la fecha: dominó la primera vuelta y venció a rivales como Gernika y Hernani con relativa comodidad, cayendo solo ante el Zarautz R.T. y el Getxo R.T., con quienes clasificó al grupo élite de DHB. Allí, sin embargo, solo logró victorias ante Zarautz y el C.R. Sant Cugat, finalizando 8.º. Aun así, la temporada se consideró un éxito y reflejo del progreso del club.
En el verano de 2024, la RFER anunció una profunda reestructuración de las competiciones sénior masculinas durante las dos siguientes temporadas: se pasaría de una División de Honor (12 equipos) y una División de Honor B (tres grupos de 12 equipos) a una División de Honor (10 equipos), una División de Honor B Élite (10 equipos) y una DHB con tres grupos de 8 equipos. Además, desde la temporada 2025/26, la Copa del Rey incluiría a equipos de la DH y la DHB Élite, y no solo a los de DH como hasta entonces. Para mantenerse en el segundo nivel del rugby nacional, el UBR debía al menos igualar el rendimiento de la campaña anterior, un reto ante el refuerzo de sus rivales del grupo A frente a su plantilla prácticamente intacta. La temporada 2024/2025 empezó con cinco victorias consecutivas y el liderato, aunque contra los equipos que, a la postre, ocuparon las peores posiciones en la clasificación. Luego, cinco derrotas en seis partidos dejaron al UBR sexto y fuera de la lucha directa por la DHB Élite. En la segunda fase, con un juego irregular y tropiezos como el 19-15 ante La Única (a quien se había vencido 67-0 en la primera fase), peligró su tercera plaza inicial, aunque finalmente consiguieron conservarla. Al finalizar la campaña, Mario Barandiarán no renovó y el club anunció como nuevo entrenador a José Ignacio García, argentino procedente del Club Deportivo Aparejadores Rugby Burgos (DH), con quien logró dos subcampeonatos de liga, dos Supercopas y un título y dos subcampeonatos de Copa del Rey (el primero de los subcampeonatos como segundo técnico). José compaginaría su rol como entrenador del UBR con el de entrenador asistente de la selección femenina de rugby de España, cargo que ostentaba desde el año 2022.
Durante el verano de 2025, la RFER anunció una modificación en la reestructuración de las categorías que se haría efectiva a partir de la siguiente temporada: la División de Honor B pasaría a estar compuesta por cuatro grupos, ya que el grupo A de DHB se dividiría en dos (uno agruparía las federaciones de Galicia, Asturias y Castilla y León, y el otro estaría formado por las de Cantabria, País Vasco, Navarra y La Rioja). Los grupos seguirían siendo de 8 equipos, por lo que no habría descensos en el grupo A de DHB y las plazas vacantes de cada nuevo grupo se repartirían entre los equipos mejor clasificados en las respectivas ligas regionales.

### Segundo equipo
Euskal Liga Senior 2 Maila (2011-2020)
El segundo equipo se creó para dar cabida a los jugadores que iban llegando al club y no daban el nivel para jugar con el primer equipo.
Hasta la temporada 2014/2015, la liga se disputaba en formato ida-vuelta, con el segundo equipo del UBR manteniéndose en la zona media-alta, salvo en 2013/2014, cuando no compitió.
El formato de competición cambió para la temporada 2015/2016. En este nuevo formato, los equipos quedarían encuadrados en dos grupos en los que se competiría en formato ida-vuelta. Tras esta primera fase, se formarían tres grupos nuevos; uno con los dos mejores de cada grupo en la primera fase, otro con el tercer y cuarto mejores equipos, y un último con los equipos restantes. En esta segunda fase, los equipos de cada grupo volverían a jugar en formato ida-vuelta para decidir su puesto en la clasificación general. La primera temporada con este formato, el segundo equipo del UBR terminó la primera fase en segundo lugar, y la segunda fase en cuarto lugar; resultando en una cuarta posición en la clasificación general.
La temporada 2016/2017 fue más dura para el segundo equipo del UBR, tan solo pudiendo terminar quintos en la primera fase. Sin embargo, pudieron alzarse con la primera plaza del tercer grupo en la segunda fase y finalizar la temporada en novena posición.
La temporada 2017/2018 fue mejor para el segundo equipo del UBR, y pudieron clasificar terceros y segundos en las respectivas fases; por lo que terminaron sextos en la clasificación general.
En la temporada 2018/2019, el segundo equipo del UBR repitió tercera posición en la primera fase; pero esta vez pudo hacerse con el primer puesto en la segunda fase, acabando quintos en la clasificación general.
Para la temporada 2019/2020, la segunda fase de la competición se vio alterada debido a una reducción de los equipos participantes en la competición. Al finalizar la primera fase, los tres mejores de cada grupo se enfrentarían entre ellos, y los demás equipos quedarían encuadrados en el otro grupo. El segundo equipo del UBR lideró su grupo en la primera fase y clasificaba en segunda posición en la segunda fase cuando estalló la pandemia del COVID-19 y se paralizaron todas las competiciones. La Euskadiko Errugbi Federazioa dictaminó que ningún equipo se proclamaría campeón de liga, pero otorgó el ascenso a la Euskal Liga Senior 1 Maila al Arrasate R.T. (primer clasificado) y al segundo equipo del UBR.
Euskal Liga Senior 1 Maila (2020-actualidad)
La temporada 2020/2021 se presentaba ilusionante por ser la primera del segundo equipo en la primera división regional, pero también llena de incertidumbre debido a la pandemia. La liga contaba con 8 equipos y una estructura de dos fases: una primera a una sola vuelta, y una segunda ida-vuelta dividida en grupos por la clasificación (1.º-4.º para el ascenso, 5.º-8.º para evitar el descenso). El UBR terminó la primera fase en la penúltima posición, pero reaccionó con una gran segunda fase, liderando su grupo y asegurando la permanencia con un quinto puesto general.
Para la temporada 2021/2022, con la normalización tras la pandemia, la liga creció a 11 equipos y aplicó el formato usado en la Euskal Liga Senior 2 Maila durante la temporada 2019/2020. El segundo equipo del UBR fue quinto en la primera fase y tercero en la segunda, finalizando noveno en la clasificación general.
En la temporada 2022/2023 se implantaron eliminatorias por el título, que se decidiría en una jornada en la que se disputarían casi todas las finales de las ligas vascas de manera unificada (Euskal Liga Senior 1 Maila, Emakumezko Euskal Liga, Euskal Liga Kadete Maila y Euskal Liga Haurrak Maila). El UBR terminó cuarto en la primera fase y tercero en la segunda, repitiendo el noveno puesto final.
En la temporada 2023/2024 volvió a disputarse la liga regular en el clásico formato ida-vuelta. El segundo equipo del UBR terminó tercero y accedió al play-off por el título. Eliminó al B.R.T. Menditarrak en semifinales (15-32 y 36-10) y clasificó a la final de liga tras vencer al segundo equipo del Getxo en una dura final previa a partido único disputada en El Fango gracias a su mejor clasificación en la liga regular (22-21). En la final de liga, celebrada en Ordizia, remontó al Elorrio R.T. con dos ensayos en los últimos tres minutos para proclamarse campeón (33-37).
El UBR empezó la temporada 2024/2025 con buen ritmo, pero cuatro derrotas consecutivas le hicieron caer de la segunda posición. Supo reponerse ganando todos los partidos restantes de la fase regular, lo que le permitió acabar segundo y disputar las semifinales con ventaja de campo frente al segundo equipo del Getxo. Tras perder 22-27 en la ida, remontó en casa 33-12. La final, de nuevo frente al Elorrio y esta vez en Vitoria, comenzó con dominio del UBR (0-19 tras los primeros veinte minutos), pero el Elorrio fue capaz de remontar y se llevó el título por 39-32.

### Tercer equipo
Ante el continuo aumento de fichas sénior masculinas, en la temporada 2022/2023 el club inscribió un tercer equipo en competición oficial, con el objetivo de dar minutos a los jugadores menos experimentados. El equipo compitió en la Euskal Liga Senior 2 Maila, que se disputaba en formato clásico de liga a ida y vuelta con nueve participantes, y finalizó su primera temporada en quinta posición.
En la temporada 2023/2024, el tercer equipo del UBR sorprendió al proclamarse campeón de liga tras vencer en el último partido de liga al primer clasificado, el Urgozo R.T. (junto con quien aventajaron en casi 20 puntos al tercer clasificado), por 31-21. Sin embargo, pese a haberse ganado el ascenso directo de categoría, el equipo no pudo ascender al ya existir otro equipo del UBR en la Euskal Liga Senior 1 Maila.
En la temporada 2024/2025, repitieron el patrón vivido por los otros equipos sénior del club: un inicio esperanzador con varias victorias, seguido de una serie de derrotas consecutivas que complicaron sus aspiraciones. Llegaron a la última jornada con opciones de finalizar en segunda posición, pero una contundente derrota (70-14) frente al invicto R.C. Rioja los relegó al cuarto puesto, por detrás del segundo equipo de La Única y del Iruña R.C.

### Equipo femenino
Creación del equipo femenino
En los primeros años del Universitario Bilbao Rugby, varias chicas se interesaron por el rugby, pero desistieron al no existir equipo sénior femenino. Algunas compitieron en categorías formativas, pero al no poder continuar, abandonaban el deporte o se iban a otros clubes con equipo sénior.
Durante la temporada 2011/2012, hubo un primer intento de creación de un grupo de trabajo femenino; pero, tras un inicio prometedor, el proyecto terminó fracasando.
Ya en 2016, después de una exitosa campaña de promoción, el Universitario Bilbao Rugby consiguió sacar adelante un amplio grupo de trabajo que durante aquella temporada, la 2016/2017, tan solo se dedicó a entrenar y a jugar algún que otro amistoso. A raíz del éxito de este grupo de pioneras, el Universitario Bilbao Rugby ve cada año crecer el número de fichas sénior femeninas, y el número de niñas que se animan a disfrutar del rugby en la Bilbao Rugby Eskola y que acaban dando el salto al equipo sénior.
Emakumezko Euskal Liga
En la temporada 2017/2018 se inscribió por primera vez un equipo sénior femenino en competición oficial. La liga contaba con 10 equipos y una estructura de dos fases: una primera a una sola vuelta, y una segunda fase dividida en grupos por la clasificación (1.º-4.º para el título y el play-off de ascenso, 5.º-10.º por obtener los mejores resultados posibles). El UBR quedó último en la primera fase (una victoria), pero en la segunda fase fue segundo (cuatro victorias y dos derrotas), logrando una meritoria sexta posición general en su debut.
En la temporada 2018/2019, con un formato en el que los cinco mejores tras la primera fase formaban el grupo por el título, el UBR acabó cuarto en la primera fase y tercero en la segunda (y en la general), mostrando una clara mejoría.
Para la temporada 2019/2020 se decidió inscribir al equipo en formato rugby 12. Los equipos de quince jugadoras solo podrían alinear a las quince cuando jugasen contra otro equipo inscrito en formato rugby 15, teniendo que adaptarse a alineaciones de doce jugadoras en el resto de partidos. El formato de competición volvió a ser el mismo que dos temporadas atrás. Aunque el UBR terminó cuarto en la primera fase, fue reemplazado por el Gernika R.T. en el grupo por el título, ya que no podía ascender jugando en formato rugby 12. Terminó tercero en la segunda fase (séptimo en la general), en una competición que finalizó antes del inicio de la pandemia del COVID-19.
Tras la pandemia se creó la Emakumezko Euskal Liga 2 para equipos de menor nivel e inscritos en formato rugby 12. El UBR volvió al rugby 15 y compitió en la Emakumezko Euskal Liga 1 (siete equipos, ida-vuelta), finalizando la temporada 2020/2021 en tercera posición.
En la temporada 2021/2022 el UBR llegó con opciones de ganar la liga en el último partido contra el líder Gaztedi R.T., al que venció 19-12. Sin embargo, no obtuvo el punto bonus necesario y terminó segundo, quedándose a las puertas del título y del play-off de ascenso a DHBF.
La temporada 2022/2023 introdujo el play-off por el título con finales unificadas que se había implantado en la mayoría de categorías federadas de la Euskadiko Errugbi Federazioa. El UBR fue tercero en liga regular y cayó en semifinales ante el Durango R.T. (28-26 y 0-7).
La temporada 2023/2024 trajo de vuelta una única Emakumezko Euskal Liga. Tras disputarse una primera vuelta los equipos quedaría divididos en dos grupos (1.º-6.º para el play-off por el título y el play-off de ascenso, 7.º-13.º por obtener los mejores resultados posibles). El UBR acabó líder en la primera fase y, tras vencer 37-3 al Bera Bera/Ordizia (equipo resultante de la fusión de los equipos femeninos del Bera Bera R.T. y el Ordizia) en El Fango, aseguró también el primer puesto en la segunda fase y su presencia en la final. En el play-off de ascenso a DHBF, con eliminatorias a partido único, se enfrentó en cuartos a la U.E. Santboiana en el histórico Estadi Baldiri Aleu, donde fue eliminado por 17-5. Sin embargo, en la final de la Emakumezko Euskal Liga, el UBR conquistó su primer título con una victoria por 25-17 frente al Gaztedi.
En la temporada 2024/2025 se volvió a cambiar el formato: dos grupos jugarían una única vuelta, tras la cual los tres primeros de cada grupo disputarían la clasificación al play-off por el título de liga y de ascenso a DHBF. Los demás equipos competirían por el mejor cierre de temporada posible. El UBR dominó el grupo A con 314 puntos a favor y solo 5 en contra, clasificándose para el grupo por el título. A falta de una jornada, aseguró la primera plaza y el pase directo a la final y al play-off de ascenso tras ganar 5-14 al Gaztedi. En la fase de ascenso a DHBF, venció con claridad: 101-0 al Santiago R.C. en cuartos y 10-54 al C.R.C. Pozuelo en semifinales. En la final, arrasó al Barcelona Universitari Club por 0-66, logrando el ascenso. Una semana después, revalidó el título de la Emakumezko Euskal Liga ante el Gaztedi tras una contundente segunda parte que selló un 52-14 final (14-14 al descanso).

### Segundo equipo femenino
En la temporada 2024/2025 el UBR inscribió un segundo equipo sénior femenino en competición oficial (en formato rugby 12), para dar cabida al continuo incremento de fichas. Encuadrado en el grupo B de la Emakumezko Euskal Liga, el equipo disputó una primera fase atípica, alternando incomparecencias con victorias abultadas. Estos resultados le llevaron a clasificar en anteúltima posición al final de la primera fase. En la segunda fase, pese a disputar la mitad de partidos que sus rivales, las tres victorias obtenidas sirvieron al equipo para finalizar en cuarta posición (décimo en la clasificación general).

## Clasificaciones históricas
En      indica ascenso de categoría.
En      indica descenso de categoría.
En negrita indica obtención del título liguero.

### Primer equipo
| Temporada | Liga                                                                | N.º participantes | Resultado      |
| --------- | ------------------------------------------------------------------- | ----------------- | -------------- |
| 2000/2001 | Euskal Liga Senior 1 Maila                                          |                   |                |
| 2001/2002 | Primera División Nacional                                           |                   |                |
| 2002/2003 | Primera División Nacional                                           |                   |                |
| 2003/2004 | Primera División Nacional                                           |                   |                |
| 2004/2005 | Primera División Nacional                                           |                   |                |
| 2005/2006 | Primera División Nacional                                           |                   |                |
| 2006/2007 | Euskal Liga Senior 1 Maila                                          |                   |                |
| 2007/2008 | Euskal Liga Senior 1 Maila                                          |                   |                |
| 2008/2009 | Euskal Liga Senior 1 Maila                                          |                   |                |
| 2009/2010 | Euskal Liga Senior 1 Maila                                          |                   |                |
| 2010/2011 | Euskal Liga Senior 1 Maila                                          |                   |                |
| 2011/2012 | Euskal Liga Senior 1 Maila                                          | 10                | 1.º            |
| 2012/2013 | Primera División Nacional                                           | 10                | 3.º            |
| 2013/2014 | División de Honor B (A)                                             | 8                 | 8.º            |
| 2014/2015 | Euskal Liga Senior 1 Maila                                          | 10                | 2.º            |
| 2015/2016 | Euskal Liga Senior 1 Maila                                          | 10                | 2.º            |
| 2016/2017 | División de Honor B (A)                                             | 12                | 12.º           |
| 2017/2018 | Euskal Liga Senior 1 Maila                                          | 10                | 3.º            |
| 2018/2019 | Euskal Liga Senior 1 Maila                                          | 10                | 1.º            |
| 2019/2020 | División de Honor B (A)                                             | 12                | 8.º            |
| 2020/2021 | División de Honor B (A)                                             | 12                | 7.º/1.º (7.º)* |
| 2021/2022 | División de Honor B (A)                                             | 12                | 9.º/3.º (9.º)* |
| 2022/2023 | División de Honor B (A) (fase 1) / División de Honor B (A) (fase 2) | 10 / 7            | 6.º / 4.º      |
| 2023/2024 | División de Honor B (A) / Grupo Élite                               | 11 / 9            | 2.º / 8.º      |
| 2024/2025 | División de Honor B (A) (fase 1) / División de Honor B (A) (fase 2) | 12 / 9            | 6.º / 3.º      |

* Posición final relativa al grupo en el que comenzó la temporada
     Ascenso tras la desaparición de la Primera División Nacional
     Descenso tras establecerse la DHB Élite como división oficial

### Segundo equipo
| Temporada | Liga                       | N.º participantes | Resultado       |
| --------- | -------------------------- | ----------------- | --------------- |
| 2011/2012 | Euskal Liga Senior 2 Maila | 12                | 6.º             |
| 2012/2013 | Euskal Liga Senior 2 Maila | 12                | 7.º             |
| 2014/2015 | Euskal Liga Senior 2 Maila | 12                | 4.º             |
| 2015/2016 | Euskal Liga Senior 2 Maila | 12                | 2.º/4.º (4.º)*  |
| 2016/2017 | Euskal Liga Senior 2 Maila | 12                | 5.º/1.º (9.º)*  |
| 2017/2018 | Euskal Liga Senior 2 Maila | 14                | 3.º/2.º (6.º)*  |
| 2018/2019 | Euskal Liga Senior 2 Maila | 14                | 3.º/1.º (5.º)*  |
| 2019/2020 | Euskal Liga Senior 2 Maila | 11                | 1.º/2.º (2.º)*  |
| 2020/2021 | Euskal Liga Senior 1 Maila | 8                 | 7.º/1.º (5.º)*  |
| 2021/2022 | Euskal Liga Senior 1 Maila | 11                | 5.º/3.º (9.º)*  |
| 2022/2023 | Euskal Liga Senior 1 Maila | 11                | 4.º/3.º (9.º)*  |
| 2023/2024 | Euskal Liga Senior 1 Maila | 10                | 3.º (campeón)   |
| 2024/2025 | Euskal Liga Senior 1 Maila | 11                | 2.º (finalista) |

* Posición final relativa al total de equipos de la división

### Tercer equipo
| Temporada | Liga                       | N.º participantes | Resultado |
| --------- | -------------------------- | ----------------- | --------- |
| 2022/2023 | Euskal Liga Senior 2 Maila | 9                 | 5.º       |
| 2023/2024 | Euskal Liga Senior 2 Maila | 9                 | 1.º       |
| 2024/2025 | Euskal Liga Senior 2 Maila | 9                 | 4.º       |

### Equipo femenino
| Temporada | Liga                     | N.º participantes | Resultado           |
| --------- | ------------------------ | ----------------- | ------------------- |
| 2017/2018 | Emakumezko Euskal Liga   | 10                | 10.º/2.º (6.º)*     |
| 2018/2019 | Emakumezko Euskal Liga   | 10                | 4.º/3.º (3.º)*      |
| 2019/2020 | Emakumezko Euskal Liga   | 10                | 4.º/3.º (7.º)**     |
| 2020/2021 | Emakumezko Euskal Liga 1 | 7                 | 3.º                 |
| 2021/2022 | Emakumezko Euskal Liga 1 | 7                 | 2.º                 |
| 2022/2023 | Emakumezko Euskal Liga 1 | 7                 | 3.º (semifinalista) |
| 2023/2024 | Emakumezko Euskal Liga   | 13                | 1.º/1.º (campeón)   |
| 2024/2025 | Emakumezko Euskal Liga   | 13                | 1.º/1.º (campeón)   |

* Posición final relativa al total de equipos de la división
** Disputó la segunda fase en el segundo grupo pese a haber clasificado para el primer grupo

### Segundo equipo femenino
| Temporada | Liga                   | N.º participantes | Resultado       |
| --------- | ---------------------- | ----------------- | --------------- |
| 2024/2025 | Emakumezko Euskal Liga | 13                | 6.°/4.° (10.°)* |

* Posición final relativa al total de equipos de la división